# Telecanal
Telecanal és un canal de televisió oberta privat xilè, sent la cadena més jove dins de les cadenes nacionals. Transmet des de Santiago a tot el país, incloent l'Antàrtica Xilena. És el senyal successora de Rock & Pop Televisió, el primer canal generalista orientat als joves xilens, recordat pels seus programes icònics, i per ser un planter de conductors i animadors de televisió.
Va iniciar les seves transmissions el 5 de desembre de 2005 proposant una programació alternativa, diferent a la indústria. No obstant això, durant els seus primers anys va deixar enrere la seva proposta original, reduint al mínim la producció nacional i en viu, per només emetre sèries i pel·lícules envasades, a més d'alguns esdeveniments esportius.
Les seves oficines i estudis estan situats al sector de Sanhattan a Las Condes, Santiago, on s'emeten dos senyals: la nacional, emesa des del Turó San Cristóbal i cap als seus repetidores a nivell nacional; i una altra Senyal a Nivell satelital, que cobreix Amèrica des del Canadà fins a l'Antàrtida.
Bona part de la programació envasada que emet Telecanal ja ha estat transmesa per La Red, tot que Inversions Alfa Tres S.A, l'operador del senyal, no té relació legal ni de negocis formal amb aquest canal; però, tots dos pertanyen de facto al Grup Albavisión, controlat per Remigio Ángel González, gràcies a una complexa estructura societària. Així, les dues són les úniques senyals de televisió oberta a Xile controlades per un mateix operador, tot i que la legislació nacional i els ens reguladors han impedit aquesta situació en potencials casos similars.

## Història

### Primers anys (2005-2010)
Des del tancament de Rock & Pop Televisió després del seu fracàs econòmic i d'audiència, VidaVisión (associada a l'Església Evangèlica) va començar a comprar a la llavors administradora de la freqüència, Edu Comunicaciones — avui Televisión Interactiva, controladora de Via X, Zona Latina i ARTV - bona part de les vuit hores que aquesta havia de transmetre per Llei per evitar caducar la concessió del senyal. Així, i progressivament, els espais religiosos van acabar per copar tota l'extensió de les transmissions diàries.
Al juliol de 2005, la Companyia Xilena de Comunicacions, propietària de la freqüència, executa la venda a Inversions Alfa Tres S.A., liderada per Jaume Quadrat, exgerent comercial de Canal 13 i amic personal de Don Francisco per una xifra propera als $2700 milions; després del que, a partir d'aquesta data, Inversions Alfa Tres S.A. és la titular de la concessió de Canal 2. Després d'això, Alejandro Martínez — representant de VidaVisión - va interposar una demanda en tribunals en contra de les dues parts, acusant de frau.
Al setembre de 2005, Telecanal va iniciar una marxa blanca de dos mesos, en la qual es va transmetre només publicitat corporativa, a més de donar-se a conèixer el logotip i l'eslògan de la cadena durant vuit hores al dia (especialment en la matinada), per així complir amb la reglamentació vigent. En aquest vídeo es van mostrar tots els rostres de la cadena i la seva programació planificada, la qual seria molt diferent al que s'esperava. El 27 d'octubre Alfa Tres adquirir les freqüències que posseïa la desapareguda cadena regional Telenorte entre Arica i La Serena.

#### Fites
El canal va iniciar les seves transmissions de manera oficial el 5 de desembre de 2005. Les seves emissions a través de televisió per cable es van iniciar l'1 de gener del 2006 al través de les xarxes de VTR i Coltrahue CATV el 10 de gener del mateix any, en el mes de juny, el canal va començar a emetre a través de Movistar TV i al desembre a través de GTD Manquehue, i el 23 de març de l'2010 va arribar a Claro TV però només al Cable.
Al principi, el canal comptava amb petits espais en viu de no més de 30 minuts de durada, mentre que el gruix de la seva programació estava basada en sèries estrangeres, dibuixos animats, pel·lícules i telenovel·les, principalment de Mèxic, Colòmbia i l'Argentina. Ja amb un any a l'aire, nous programes van veure la llum com ara l'espai esportiu Como en la radio, el magazín Cocinados i el programa de conversa Canal abierto. Entre els seus principals rostres estaven Daniel Valenzuela, Carolina Correa, Milton Milles i Carla Ballero.
A mitjans d'octubre de 2008, i producte de la crisi mundial, la casa televisiva decideix remoure gran part de la seva programació nacional, que majoritàriament eren realitzades per productores externes, sortint de pantalla seu programa més emblemàtic «Cocinados», juntament amb «Conspiración Copano», «Hiperconectados», «Pago x ver», «Pura noche» y «Mundo motor». El noticiero «En línea» va ser traslladat a les 23:00 hores amb una única edició de 30 minuts, mentre que les pel·lícules que ocupaven el prime a l'espai «Cine de estrellas», van passar a les 20:00 hores. D'aquesta manera, la producció envasada va ocupar gran part de la programació diària de Telecanal, de manera que es pot dir, que el canal va tornar als seus inicis. Després torna al seu horari normal amb el nom «Cine prime».
El 2009 s'inicia amb un programa estiuenc anomenat Pura noche amb la conducció d'Alfredo Alonso, que s'incorpora a l'estació, igual que Krishna Navas, qui més tard tindria el seu espai de conversa amb temàtiques femenines («Solo ellas»), juntament a Pamela Díaz, Liliana Ross i Matilda Svensson. També neixen «Jugados» i «Actualidad central».
A partir d'abril de 2009, el senyal de Telecanal augmenta la seva cobertura cap a l'Antàrtica Xilena.
El 16 de novembre de 2009 debuta el primer late show de l'estació, «Influencia humana», que porta amb si la incorporació de Pablo Zúñiga al canal. L'espai ha tingut bona recepció del públic, i per ell han estat entrevistats grans rostres del país com els conductors de TV Felipe Camiroaga i Vivi Kreutzberger i el llavors candidat presidencial Marco Enríquez-Ominami.

### 2010
A principis de gener del 2010, Telecanal per primera vegada participa amb un periodista, Sergio Molleda, en un debat presidencial de Anatel. Als pocs dies de fet el debat, el noticiero «En línea» que conduïa Molleda es va deixar d'emetre. A finals de febrer es va cancel·lar «Influencia humana» i setmanes després, va ocórrer el mateix amb «Solo ellas», i novament, la programació se centra en continguts envasats.
El setembre del 2010 es comença a armar una àrea esportiva per la transmissió de la Lliga Europa de la UEFA, reemplaçant a La Red que l'havia emès en la temporada anterior, i de dilluns a divendres a la mitjanit es va emetre Hola deportes, que cobria altres disciplines diferents al futbol, com bàsquet, voleibol i rugbi.
Al novembre d'aquest mateix any, l'empresari Jaume Quadrat, llavors amo del senyal, va tancar un acord per vendre Telecanal al mexicà Guillermo Cañedo White, ex executiu del grup Televisa i exdirector de Mega.

### 2011
El 2011, Telecanal va transmetre l'Eurocopa sub-21, que es va disputar a Dinamarca, fet mai abans vist a la televisió xilena.

### 2012
El 2012, Telecanal va transmetre l'Eurocopa d'aquest any, que es va disputar a Polònia i Ucraïna, juntament amb Chilevisión.

### 2013
En 2013, Telecanal finalitza amb un ràting anual de sintonia de 0,43 punts de rating, fins i tot sent superat per UCV (que va aconseguir un 1,3 de sintonia anual), sent el canal menys vist de la televisió xilena. Els magres resultats s'expliquen només en l'emissió de programació envasada i nuls espais en viu.
Al desembre de 2013 s'obre una nova franja de telenovel·les mexicanes a les 21:00, amb l'estrena d'«Una familia con suerte». Amb aquesta decisió, Telecanal decideix treure la sèrie NCIS, que és emesa només els caps de setmana.

### 2014
Des de l'1 de gener de 2014, José Manuel Larraín assumeix com a nou director executiu de l'estació.
Durant maig d'aquest any, cada dissabte en els «Especiales de Telecanal» va transmetre la sèrie nacional Efecte Picaflor.

### 2015
Des de gener, Telecanal va començar a emetre infomerciales de "A3D" de dilluns a diumenge, ocupant el bloc de les 8 del matí fins a les 13 hores. Després de la sortida dels seus programes «A las 11» i «Teletiempo», Telecanal es dedica només al seu programa «Entretenidos».

### 2016
El canal comença les seves transmissions en alta definició en el senyal 7 de l'operador de televisió pagada Coltrahue Digital de Santa Cruz, però la seva graella no compta encara amb cap espai emès o produït en alta definició, i la imatge és en 4:3 ampliada. A més, debuta al programa «ADN Deportes» per a la transmissió de l'Eurocopa 2016, pujant àmpliament el índex de sintonia del canal (que rondava entre 0 i 1 punt), consolidant-se finalment quan s'aconsegueix un ràting històric amb peak de 16 punts i mitjana de 13 el 10 de juliol durant el partit final d'entre França i Portugal, superant a tota la competència, fins i tot al canal líder del moment, Mega. A més, emet la sèrie de Copa Davis Xile-Colòmbia disputada a Iquique entre els dies dissabte 16 i diumenge 17 de juliol, novament a càrrec de l'equip esportiu de la cadena, aconseguint així marcar un peak de 4 punts de rating, i superar per certs moments a Canal 13 que en aquell moment donava un resum setmanal de «Selin».

### Arribada del HD
El 6 de setembre, el canal realitza les seves primeres proves per transmetre en alta definició. Al satèl·lit Amazonas 4A que cobreix tot Sud-amèrica amb bona recepció a senyals en HD. Telecanal en aquesta prova va usar la relació d'aspecte 16:9 però amb 720p, en comptes dels 1080i que els altres canals fan servir. Juntament amb el senyal HD, es va afegir el senyal SD en 4:3 i la «One seg» que és usada per a la recepció de senyal en dispositius mòbils.

## Programes propis actuals

### Entretenidos
Entretenidos que per més de dos anys es dedica a transmetre videoclips. El programa ha passat per molts animadors en el seu moment, però des de juliol de 2015, Constanza Román i Nicolás Lacoste van ser contractats per a ser animadors d'aquest programa.

## Audiència
| Any  | G   | F | M   | A | M | J | J | A | S | O | N | D |
| ---- | --- | - | --- | - | - | - | - | - | - | - | - | - |
| 2005 |     |   |     |   |   |   |   |   |   |   |   |   |
| 2006 |     |   |     |   |   |   |   |   |   |   |   |   |
| 2007 |     |   |     |   |   |   |   |   |   |   |   |   |
| 2008 |     |   |     |   |   |   |   |   |   |   |   |   |
| 2009 |     |   |     |   |   |   |   |   |   |   |   |   |
| 2010 |     |   |     |   |   |   |   |   |   |   |   |   |
| 2011 |     |   |     |   |   |   |   |   |   |   |   |   |
| 2012 | 0,4 |   | 0,5 |   |   |   |   |   |   |   |   |   |
| 2013 |     |   |     |   |   |   |   |   |   |   |   |   |
| 2014 |     |   |     |   |   |   |   |   |   |   |   |   |
| 2015 |     |   |     |   |   |   |   |   |   |   |   |   |
| 2016 |     |   |     |   |   |   |   |   |   |   |   |   |
| 2017 |     |   |     |   |   |   |   |   |   |   |   |   |

## Directors executius
- 2005-2010: Jaime Cuadrado Hederra
- 2010-2013: Ricardo Rufatt Borda (Gerent General)
- 2014-present: José Manuel Larraín Melo

## Rostres actuals
- Nicolás Lacoste
- Ernesto Davis

## Locutors
El canal té i ha tingut locutors els quals graven per als inicis i tancament de transmissions, les intro i tancament dels programes, per a les promo, els genèrics i les continuïtats de la cadena, alguns d'aquests locutors són:
- Christian Gordon (2005-2006)
- Guido Barbet (2007-2011)
- Douglas Olivares (2011-present)
- Luis Muñoz Villarroel (2016-present)[6]

## Programes

### Telecanal
- Canal abierto (2005-2008): conversa nocturna amb Daniel Valenzuela, José Luis Cote Briceño, Constanza Roberts i Carla Ballero.
- Actualidad central Discusión Abierta (2008-2010) CNN Xile: programa de debat polític conduït per Pablo Millas i Sergio Molleda.
- Casi a las 12 (2005-2006): matinal amb Daniel Valenzuela i Cynthia Cooper.
- Cocinados (2007-2008): magazine amb la xef Carolina Correa i Daniel Valenzuela.
- Como en la radio (2006-2008): conversa i debat esportiu amb Milton Milles, Juan Carlos Villalta, Juvenal Olmos, Mario Mauriziano, Patricio Yáñez, entre d'altres.
- Conspiración Copano (2008): humor amb Nicolás Copano i Fabrizio Copano.
- Enfocados (NFK2) (2005): juvenil amb Daniel Valenzuela i Paloma Aliaga.
- En línea (2005-2010): notícies amb Sergio Molleda.
- Fascina TV (2008-2009): magazine amb Krishna de Caso Navas, Andrea Ramírez i la xef Camila Moreno.
- Hiperconectados (HC2) (2006-2008): tecnologia amb Cristián Chaparro.
- Hola Deportes (2010-2011): programa esportiu amb Marcelo González Godoy, Juan Manuel Ramírez, Mauricio Triviño, Juan Antonio Belmar, Juan Carlos Páez, entre d'altres.
- Influencia humana (2009-2010): Late show amb Pablo Zúñiga, Felipe Avello i Jorge Castro de la Barra.
- Jugados (2009): humor amb Alfredo Alonso i Patricio Strahovsky.
- Mundo motor (2007-2008): conduït per Carla Ballero, Alexis Cares i Constanza Patiño.
- Pago x ver (2008): concursos amb Heber Espinoza.
- Solo ellas (2009-2010): conversa amb Liliana Ross, Pamela Díaz, Krishna Navas i Matilda Svensson.
- Pura noche (2008-2009): nocturn. 1° temporada: Pablo Schilling i Romina Salazar. 2° temporada: Mariana Marino. 3° temporada: Alfredo Alonso, Mariana Marino i Marisela Santibáñez.
- Piso 10 (2007): nocturn amb «Pelao» González i Andrea Dellacasa.
- Ripley Channel en vivo (2008) matinal/home shopping conduït per Rodrigo Barañao i Andrea Ramírez.
- Teleparéntesis (2005-2008): juvenil conduït per Constanza Roberts (en un començament en dupla amb Carlos Ebel) i després Carla Ballero.
- Toonbox (2010-2012): juvenil conduït per Matilda Svensson.
- Y tú también (2006): entrevistes des de l'hotel Ritz-Carlton conduït per Margot Kahl i la participació de Ana Josefa Silva.
- Zona 13: Programa de telerealitat animat per Fabián Tapia.
- A las 11 (2012-2014): matinal amb Matilda Svensson.
- Efecto picaflor (2010): Documental xilè sobre la flora i fauna amb Angeles Nuño.
- Documentales IMAX (2015): Documentals sobre la natura.
- NCIS (2013-present): sèrie policial.
- Reino Animal (Animal Atlas) (2015-present): programa cultural.
- Cine Prime (2007-present): Pel·lícules a les 22:00.
- Entretenidos (2014-present): programa que transmet videoclips al matí.
- Caminando Chile (2013-present): microprograma que s'alterna en la programació a partir de les 14 hores.

### ADN TV
- ADN Deportes (2016-present): programa esportiu estrenat a la Eurocopa 2016, amb la conducció de Víctor Cruces i Ignacio Salcedo, relats de Alberto Jesús López «El Trobador del Gol», Patricio Barrera «El Grill del Gol» o Manuel "Manolo" Fernández, i els comentaris de Danilo Díaz o Sergio Vargas.
- ADN Noticias: Noticiero conduït per Mauricio Hofmann i Mirna Schindler, cancelado.

### Àrea Infantil
- Sonic X (2004-2007): Anime del Japó que es basa en les aventures de Sonic the Hedgehog.

## Rostres anteriors
- Matilda Svensson
- Paloma Aliaga
- Alfredo Alonso
- Carla Ballero
- Fabricio Copano
- Nicolás Copano
- Carolina Correa
- Krishna de Caso
- Pamela Díaz
- Heber Espinoza
- Margot Kahl
- Patricio Laguna
- Mariana Marino
- Milton Millas
- Sergio Molleda
- Liliana Ross
- Constanza Roberts
- Pablo Zúñiga
- Daniel Valenzuela
- Faryde Kaid
- María Fernanda Moena
- Antonio Sandoval
- Rocío Peralta
- Cristian Peñailillo
- Alexis Cares
- Leonardo Mellado

## Logotips
| Imatge | Període                                   | Característiques |
| ------ | ----------------------------------------- | --- |
|        | 5 de desembre de 2005 - 5 de març de 2007 | El seu primer logotip era una sèrie d'esferes unides de color blau, porpra, vermell, ataronjat i verd llimona que formaven una corba. Així mateix, Al costat, se situaven les lletres tc en minúscules i de color groc verdós. A sota d'aquestes, es trobava la llegenda TeleCanal, també en cursives i de color negre. |
|        | 5 de març de 2007 - 11 de octubre de 2011 | L'anterior logo reemplaçar les esferes per cercles dels mateixos colors del logo anterior, però un dels cercles canvia l'ataronjat pel color verd llimona (el mateix color de les lletres). les lletres tc segueixen sent minúscules, però ocupant una altra tipografia. la llegenda telecanal és del mateix color que les lletres de dalt ara amb tipografia Trebuchet MS. L'eslògan "te acompaña", està escrit en tipografia Freestyle Script, durant les Festes Pàtries a Xile, en el logotip, però enmig d'aquest (sense els cercles) apareix la bandera de Xile. |
|        | 11 de octubre de 2011 - Present           | El logo actual consisteix en les lletres T i C verds, la T apareix tallada simulant un full, l'altra meitat que queda com arc està posicionada sobre de la C. A sota s'inclou el text "Telecanal" amb tipografia ITC Bauhaus Light amb el lema "tele" color taronja i el lema "canal" color verd. |

## Eslògans
- 2005-2010: Telecanal, te acompaña (en català: Telecanal, t'acompanya).
- 2009 (estiu): Este verano, veamos tele, veamos Telecanal (en català: Aquest estiu, vegem tele, vegem Telecanal).
- 2011-present: + series, + teleseries, + deporte, + acción, + onda, + aventura, + monitos, + entretención...Telecanal (en català: + sèries, + telesèries, + esport, + acció, + ona, + aventura, + monitos, + entretención ... Telecanal).